# Tell Your World EP
"Tell Your World EP"는 2012년 3월 14일 토이즈 팩토리에서 발매된 livetune의 미니 앨범이다.

## 개요
타이틀 곡 "Tell Your World"는 2011년에 열린 "구글 크롬"의 "Google Chrome 글로벌 캠페인"에서 광고 송으로 제작된 곡이다. 

"Tell Your World EP"는 "Tell Your World"와 "Far Away", "Star Story", "Fly Out"의 롱 버전, 신곡 "Half Step", "ジュビリー", PandaBoY, fu_mou의 "Tell Your World" 리믹스 등 총 8곡을 수록하였다. 2012년 3월 14일에 토이즈 팩토리에서 발매되었다. 초회한정판은 뮤직비디오가 담긴 DVD가 동봉되어 있다.

## 수록곡
- Disc 1 (CD)

1. Tell Your World
  - "구글 크롬" CF 송
2. Far Away
3. Star Story
4. Half Step
5. Fly Out
6. ジュビリー
7. Tell Your World [PandaBoY Remix]
8. Tell Your World [open the scenery rmx by fu_mou]

- Disc 2 (DVD)

1. Tell Your World - Music clip-
2. Tell Your World - Trailer Movie-

## 같이 보기
- 하츠네 미쿠
- VOCALOID